# Бехтель, Фридрих
Фридрих Бе́хтель (нем. Friedrich Bechtel; 2 февраля 1855, Дурлах — 9 марта 1924, Галле, Саксония) — немецкий филолог, лингвист индоевропейских языков, исследователь древнегреческих диалектов.

## Биография
Происходил из пасторской семьи Бадена. Отец — Иоганн Фридрих Бехтель (1822—1911), протестантский декан в Дурлахе, мать — Эмилия Августа Харрер (1824—1896), дочь пастора из Аманвиллера.
Изучал языки в Гёттингенском университете, где на него оказали влияние филологи Теодор Бенфей и Август Фик. В 1878 году, получил степень бакалавра сравнительно-исторического языкознания и в 1884 году, стал адъюнкт-профессором. С 1881 — редактор литературного журнала «Göttingische Gelehrte Anzeigen». В 1895 году, был назначен профессором сравнительной лингвистики в Галле-Виттенбергский университет и в тот же год стал членом Гёттингенской академии наук.
Издавал произведения литовского пастора Балтрамеюса Вилентаса на немецком языке.